# The Lost Room
The Lost Room è una miniserie televisiva statunitense che coniuga fantascienza a paranormale, trasmessa su Sci-Fi Channel ed in onda in Italia su Fox. In The Lost Room Peter Krause veste i panni di Joe Miller, un detective di Pittsburgh alle prese con misteriosi oggetti dai poteri arcani e terribili segreti, il cui unico obiettivo è quello di ritrovare sua figlia Anna, scomparsa in una misteriosa "stanza perduta" (Lost Room).

## Trama
Joe Miller, detective, entra in possesso di una chiave che apre tutte le porte, capace di portare una persona in ogni parte del mondo. Ogni volta che la usa per aprire una porta, entra nella soleggiata stanza di un motel. In questa stanza vi erano diversi oggetti, ora prelevati e in giro per il mondo. Questi oggetti hanno ognuno uno specifico potere. Alcuni oggetti sono utili (la matita che produce penny), altri inutili (l'orologio da polso che cuoce solo ed esclusivamente le uova rendendole sode), altri mortali (la penna, capace di carbonizzare un essere vivente al solo contatto). Questi oggetti sono cercati da collezionisti disposti a tutto pur di entrarne in possesso, e Joe possiede la chiave, il più importante, ma non vuole cederla perché in quella stanza d'albergo è scomparsa sua figlia. E ora Joe ne ha bisogno per riportarla indietro.

## Personaggi ed interpreti
- Detective Joe Miller interpretato da Peter Krause – Un poliziotto di Pittsburgh che scopre per caso l'esistenza della Stanza. Quando la figlia si perde all'interno della Stanza, Joe si getta alla sua ricerca usando la Chiave per trovare gli altri oggetti della Stanza.
- Anna Miller interpretata da Elle Fanning – La figlia di 8 anni di Joe. La sua scomparsa è vista da tutti come un probabile rapimento da parte del padre nella battaglia legale per la sua custodia fra Joe e la sua ex moglie Vanessa.
- Detective Lou Destefano interpretato da Chris Bauer– Il partner di Joe nella polizia, per il cui omicidio viene incolpato Joe.
- Detective Lee Bridgewater interpretata da April Grace – Amica di Joe al dipartimento di polizia. Prova a difendere Joe e facendolo scopre a poco a poco i poteri della Stanza e degli oggetti in essa contenuti.
- Dott. Martin Ruber interpretato da Dennis Christopher – Uno scienziato forense che lavora con Joe e che sviluppa una ossessione per gli Oggetti della stanza fino al punto di uccidere nel tentativo di impadronirsi della Chiave. Tramite la sua ossessione si unisce all'Ordine della Reunificazione, una congrega che crede che gli Oggetti siano parti di Dio e permettano la diretta comunicazione con Dio se riuniti come erano all'inizio. Ruber poi sviluppa la convinzione di essere diventato il Profeta degli Oggetti dopo aver avuto una visione.
- Jennifer Bloom interpretata da Julianna Margulies - Un membro della Legione, un'altra congrega che si prefigge di trovare e nascondere tutti gli Oggetti per proteggere l'umanità. Jennifer prova a mettere in guardia Joe riguardo al pericolo dato dalla Stanza e dagli Oggetti in essa contenuti. Suo fratello, Drew, fu in passato ossessionato dagli Oggetti e Jennifer è convinta che qualcosa nella stanza n° 9 lo abbia "distrutto".
- Karl Kreutzfeld interpretato da Kevin Pollak - Un ex membro della Legione e collezionista di Oggetti. Possiede una catena di lavanderie e di banchi dei pegni che usa per venire in possesso degli Oggetti. Kreutzfeld dichiara che sta cercando l'Occhio di Vetro per curare suo figlio Isaac che soffre di leucemia. Sarà alternativamente un nemico o un alleato di Joe.
- Wally Jabrowski interpretato da Peter Jacobson - Un uomo che possiede il Biglietto dell'autobus. Ha una conoscenza degli Oggetti e della loro storia.
- Harold Stritzke interpretato da Ewen Bremner - Un guardone che ha ereditato il Pettine da sua zia Barbara, una dei Collezionisti. È diventato paranoico dopo essere stato inseguito per anni dall'Ordine e da altre persone che vogliono tenere gli Oggetti per loro.
- Howard "La Donnola" Montague Interpretato da Roger Bart - Professore di filosofia che si è trasformato in piccolo criminale. È un ossessionato collezionista di Oggetti che ha tracciato le relazioni fra gli Oggetti stessi ed introdotto l'idea dell'Oggetto Primario.
- Milton Vrang interpretato da Chris McCarty - Ex membro di una congrega ed unica persona rimasta viva dopo essere stata toccata dalla Penna. Fornisce informazioni segrete ed importanti al Dott. Ruber a proposito del mondo misterioso e pericoloso degli oggetti e di chi li cerca.
- Suzie Kang interpretata da Margaret Cho - Gran fumatrice ed operatore indipendente che monitora la posizione degli oggetti, vendendo le informazioni riguardo alla posizione degli Oggetti della Stanza. Lei non ha Oggetti, riconoscendo i pericoli insiti negli Oggetti stessi. Lavora nel retro della lavanderia a secco della madre e si fa pagare per le sue informazioni.
- "Il Sudanese" interpretato da Jason Antoon - Uno spacciatore di "Scienza" degli oggetti - fotografie, video e manufatti riguardanti gli Oggetti - ma mai degli Oggetti stessi.
- Anthony interpretato da Jason Douglas - La guardia del corpo personale di Kreutzfeld e capo del suo team di sicurezza.
- Pumeet interpretato da Hugo Perez - Guardia del corpo e servitore tuttofare del Sudanese.
- L'Occupante interpretato da Tim Guinee - Vero nome Eddie McCleister, l'Occupante fu rimosso dal tempo e dallo spazio durante l'Evento che ha creato la Stanza, lasciando solamente quello che possedeva sotto forma di Oggetti. Eddie non esiste più nel tempo e non ci sono ricordi del suo essere vissuto dal momento che persino sua moglie non si ricorda di lui. Vive in un manicomio sotto il nome di "John Doe" fino a quando non viene trovato da Joe. Come gli altri Oggetti, non invecchia e non può essere danneggiato, nel suo caso non può essere ferito o ucciso, così è lui stesso parte degli Oggetti.
- Ignacio "Iggy" Loca interpretato da Jorge Pallo - Sopravvissuto al massacro all'interno del banco dei pegni, possiede temporaneamente la Chiave per poi darla, in punto di morte, al detective Miller.

## Gli Oggetti
Gli Oggetti sono potenti manufatti e consistono in un centinaio di oggetti che ci si poteva aspettare di trovare in una stanza di motel nel 1960. Sono indistruttibili, (eccetto quando sono all'interno della Stanza) e posseggono poteri di varia natura quando vengono portati al di fuori della Stanza, ma non funzionano all'interno della Stanza stessa. Secondo quanto sostiene l'Occupante (Eddie McCleister), quando un oggetto viene distrutto all'interno della Stanza, un altro Oggetto prende il suo posto, secondo la "legge della conservazione degli oggetti". Diversi personaggi della serie hanno sostenuto che, nel tempo, gli Oggetti hanno portato buona fortuna o sfortuna ai loro proprietari. Tutti gli Oggetti (incluso l'Occupante) si attraggono l'un l'altro, cercando di riunirsi. Alcuni Oggetti, combinati insieme, creano nuovi poteri o abilità. Si vedono anche gli Oggetti combinati in numero maggiore di due, come per esempio nell'"Esperimento Conroy". Alcuni Oggetti non risultano attivi e vengono considerati dormienti. Questi oggetti erano nella Stanza durante l'Evento ma non mostrano alcun potere apparente.